# Unidade de terapia intensiva neonatal
Uma unidade de terapia intensiva neonatal ( UTIN ), também conhecida como Unidade Terapia Intensiva Pediátrica ( UTIP ), é uma unidade de terapia intensiva (UTI) especializada no cuidado de recém-nascidos doentes ou prematuros. A UTIN está dividida em diversas áreas, incluindo uma área de cuidados intensivos para bebés que necessitam de monitoramento e intervenção cuidadosos, uma área de cuidados intermediários para bebés que estão estáveis, mas ainda necessitam de cuidados especializados, e uma unidade de triagem onde bebés que estão prontos para deixar o hospital podem receber cuidados adicionais antes de receber alta.
O neonatal refere-se aos primeiros 28 dias de vida. Os cuidados neonatais, conhecidos como berçários especializados ou cuidados intensivos, existem desde a década de 1960.
A primeira unidade de terapia intensiva neonatal americana, projetada por Louis Gluck , foi inaugurada em outubro de 1960 no Yale New Haven Hospital.
A UTIN é normalmente dirigida por um ou mais neonatologistas e composta por médicos residentes, enfermeiras, enfermeiros, farmacêuticos, médicos assistentes , terapeutas respiratórios e nutricionistas . Muitas outras disciplinas e especialistas auxiliares estão disponíveis em unidades maiores.
O termo neonatal vem de neo , “novo”, e natal , “pertencente ao nascimento ou origem”.